# Nuoto ai Giochi della XVII Olimpiade - 400 metri stile libero femminili
La competizione dei 400 metri stile libero femminili di nuoto ai Giochi della XVII Olimpiade si è svolta nei giorni 31 agosto e 1º settembre 1960 allo stadio Olimpico del Nuoto di Roma.

## Programma
| Data              | Round      | Note                            |
| ----------------- | ---------- | ------------------------------- |
| 31 agosto 1960    | 3 Batterie | I migliori 8 tempi alla finale. |
| 1º settembre 1960 | Finale     |                                 |

## Risultati

### Batterie
| Pos. | Atleta           | Nazione       | Tempo  | Posizione Finale |
| ---- | ---------------- | ------------- | ------ | ---------------- |
| 1    | Chris von Saltza | Stati Uniti   | 4'53"6 | 1                |
| 2    | Tineke Lagerberg | Paesi Bassi   | 4'57"0 | 4                |
| 3    | Bibbi Segerström | Svezia        | 4'57"6 | 5                |
| 4    | Gisela Weiß      | Germania      | 5'08"6 | 12               |
| 5    | Judy Samuel      | Gran Bretagna | 5'12"9 | 13               |
| 6    | Paola Saini      | Italia        | 5'13"1 | 14               |
| 7    | Kimiko Ezaka     | Giappone      | 5'26"8 | 21               |
| 8    | Eiko Wada        | Giappone      | 5'26"8 | 22               |

| Pos. | Atleta            | Nazione     | Tempo  | Posizione Finale |
| ---- | ----------------- | ----------- | ------ | ---------------- |
| 1    | Ilsa Konrads      | Australia   | 4'59"2 | 7                |
| 2    | Corrie Schimmel   | Paesi Bassi | 5'00"1 | 8                |
| 3    | Héda Frost        | Francia     | 5'00"6 | 9                |
| 4    | Carolyn House     | Stati Uniti | 5'00"7 | 10               |
| 5    | Hillary Wilson    | Rhodesia    | 5'16"8 | 15               |
| 6    | María Luisa Souza | Messico     | 5'21"3 | 17               |
| 7    | Sigrid Müller     | Austria     | 5'25"1 | 19               |

| Pos. | Atleta          | Nazione       | Tempo  | Posizione Finale |
| ---- | --------------- | ------------- | ------ | ---------------- |
| 1    | Jane Cederqvist | Svezia        | 4'55"6 | 2                |
| 2    | Nan Rae         | Gran Bretagna | 4'55"7 | 3                |
| 3    | Dawn Fraser     | Australia     | 4'57"6 | 5                |
| 4    | Ursel Brunner   | Germania      | 5'05"3 | 11               |
| 5    | Welleda Veschi  | Italia        | 5'18"3 | 16               |
| 6    | Mária Frank     | Ungheria      | 5'21"9 | 18               |
| 7    | Blanca Barrón   | Messico       | 5'26"4 | 20               |

### Finale
| Pos.    | Atleta           | Nazione       | Tempo  |
| ------- | ---------------- | ------------- | ------ |
| Oro     | Chris von Saltza | Stati Uniti   | 4'50"6 |
| Argento | Jane Cederqvist  | Svezia        | 4'53"9 |
| Bronzo  | Tineke Lagerberg | Paesi Bassi   | 4'56"9 |
| 4       | Ilsa Konrads     | Australia     | 4'57"9 |
| 5       | Dawn Fraser      | Australia     | 4'58"5 |
| 6       | Nan Rae          | Gran Bretagna | 4'59"7 |
| 7       | Corrie Schimmel  | Paesi Bassi   | 5'02"3 |
| 8       | Bibbi Segerström | Svezia        | 5'02"4 |